# عبدالحسین همتی سراپرده
عبدالحسین همتی سراپرده (۳۱ شهریور ۱۳۶۸ زرند) سیاستمدار ایرانی است که نماینده حوزه انتخابیه زرند و کوهبنان در دوره دوازدهم مجلس شورای اسلامی است.

## سال‌های آغازین زندگی و تحصیلات
عبدالحسین همتی سراپرده در سال ۱۳۶۸ در شهرستان زرند در استان کرمان به دنیا آمد. همتی تحصیلات ابتدایی تا پیش دانشگاهی خود را در شهرستان زرند در رشته ریاضی فیزیک به اتمام رساند.
پس از موفقیت و پذیرش با رتبه ۱۲۹ در کنکور ریاضی فیزیک در رشته مهندسی نفت و گاز در دانشگاه صنعتی امیرکبیر مقطع کارشناسی مشغول به تحصیل شد. پس از دوره دوساله کارشناسی ارشد مهندسی نفت در دانشگاه صنعتی شریف، دکترای خود را از دانشگاه صنعتی امیر کبیر دریافت نمود. در دوران دکتری نیز به مدت تقریبی ۲ سال برای تحقیقات و پژوهش بیشتر راهی دانشگاه کلگری در کانادا گردید. وی هم‌اکنون عضو هیئت علمی دانشگاه باهنر کرمان می‌باشد. همچنین از شهریور ۹۸ نیز به عنوان استاد مدعو/ وابسته (Adjunct Professor) یکی از دانشگاه‌های چین به نام Jilin University در این دانشگاه مشغول به تدریس و تحقیق گردید. این دانشگاه در رتبه‌بندی معتبر جهانی Shanghai ranking در رتبه ۲۱۹ قرار دارد.
همتی در سال ۱۴۰۲ در انتخابات مجلس شورای اسلامی به عنوان نماینده مردم زرند و کوهبنان به مجلس دوازدهم راه پیدا کرد.

## عناوین و افتخارات
از جمله عناوین و افتخارت وی به موارد زیر می‌توان اشاره نمود:
- کسب جایزه ویژه مسابقات دانشمندان جوان دنیا در زمینه مهندسی نفت در مسابقات جهانی International Young Scientists Awards in the Field of Oil and Gas: A Glance Into the Future در سال ۲۰۲۱ در کشور روسیه.
- کسب مدال طلای مسابقات جهانی اختراعات آلمان 2023 iENA با ارائه اختراعی با عنوان «فوم پایدار شده توسط نانوذرات برای ذخیره سازی دی اکسید کربن در مقیاس بزرگ در زیر زمین و ازدیاد برداشت نفت»
- دانش‌آموخته برتر آموزشی-پژوهشی و فناوری کشوری، انتخاب شده توسط بنیاد ملی نخبگان ایران ۱۳۹۳
- داور ممتاز ۵ مجله ISI
- عضو لیست ۱٪ دانشمندان برتر دنیا
- معرفی به عنوان ۲٪ دانشمندان برتر دنیا براساس ارزیابی محققان دانشگاه استنفورد آمریکا و پایگاه اسکوپوس در ۴ سال اخیر
- هیئت علمی دانشگاه شهید باهنر کرمان، بخش مهندسی نفت